# Paraphytoseius camarae
Paraphytoseius camarae är en spindeldjursart som först beskrevs av Chinniah och Mohanasundaram 200.  Paraphytoseius camarae ingår i släktet Paraphytoseius och familjen Phytoseiidae. Inga underarter finns listade i Catalogue of Life.